# Världsmästerskapet i strandfotboll 2005
Världsmästerskapet i strandfotboll 2005 var den första säsongen av Världsmästerskapet i strandfotboll med Fifa som arrangör. Turneringen spelades i Brasilien 8-16 maj 2005.

## Gruppspel

### Grupp A
| Nr | Lag       | S | V | O | F | GM | IM | MS  | P |
| -- | --------- | - | - | - | - | -- | -- | --- | - |
| 1  | Brasilien | 2 | 2 | 0 | 0 | 13 | 3  | +10 | 6 |
| 2  | Spanien   | 2 | 1 | 0 | 1 | 5  | 5  | 0   | 3 |
| 3  | Thailand  | 2 | 0 | 0 | 2 | 3  | 13 | −10 | 0 |

|             | 8 maj 2005  | Brasilien                                                                               | 9 – 2   | Thailand                                 | Copacabana Beach                                                  |                                                                   |
| 13:30 UTC−3 | 13:30 UTC−3 | Junior Negão 2′ Nenem 10′, 16′, 20′ Bruno 11′, 32′ Betinho 13′ Benjamin 25′ Juninho 31′ | Rapport | 26′ Pongsak Khongkeaw 31′ Sanae Langkeaw | Rio de Janeiro Publik: 8 000 Domare: Carlos Manuel Robles (Chile) | Rio de Janeiro Publik: 8 000 Domare: Carlos Manuel Robles (Chile) |
| 13:30 UTC−3 | 13:30 UTC−3 |                                                                                         |         |                                          | Rio de Janeiro Publik: 8 000 Domare: Carlos Manuel Robles (Chile) | Rio de Janeiro Publik: 8 000 Domare: Carlos Manuel Robles (Chile) |
| 13:30 UTC−3 | 13:30 UTC−3 |                                                                                         |         |                                          | Rio de Janeiro Publik: 8 000 Domare: Carlos Manuel Robles (Chile) | Rio de Janeiro Publik: 8 000 Domare: Carlos Manuel Robles (Chile) |

|             | 9 maj 2005  | Spanien                                           | 4 – 1   | Thailand            | Copacabana Beach                                              |                                                               |
| 16:00 UTC−3 | 16:00 UTC−3 | Ramiro Figueiras Amarelle 16′, 28′ David 32′, 32′ | Rapport | 28′ Anupong Polasak | Rio de Janeiro Publik: 500 Domare: Pedro Infantes (Venezuela) | Rio de Janeiro Publik: 500 Domare: Pedro Infantes (Venezuela) |
| 16:00 UTC−3 | 16:00 UTC−3 |                                                   |         |                     | Rio de Janeiro Publik: 500 Domare: Pedro Infantes (Venezuela) | Rio de Janeiro Publik: 500 Domare: Pedro Infantes (Venezuela) |
| 16:00 UTC−3 | 16:00 UTC−3 |                                                   |         |                     | Rio de Janeiro Publik: 500 Domare: Pedro Infantes (Venezuela) | Rio de Janeiro Publik: 500 Domare: Pedro Infantes (Venezuela) |

|             | 10 maj 2005 | Brasilien                                         | 4 – 1   | Spanien     | Copacabana Beach                                                  |                                                                   |
| 19:45 UTC−3 | 19:45 UTC−3 | Benjamin 4′ Junior Negão 5′ Nenem 15′ Juninho 34′ | Rapport | 2′ Amarelle | Rio de Janeiro Publik: 10 000 Domare: Jose Luis Da Rosa (Uruguay) | Rio de Janeiro Publik: 10 000 Domare: Jose Luis Da Rosa (Uruguay) |
| 19:45 UTC−3 | 19:45 UTC−3 |                                                   |         |             | Rio de Janeiro Publik: 10 000 Domare: Jose Luis Da Rosa (Uruguay) | Rio de Janeiro Publik: 10 000 Domare: Jose Luis Da Rosa (Uruguay) |
| 19:45 UTC−3 | 19:45 UTC−3 |                                                   |         |             | Rio de Janeiro Publik: 10 000 Domare: Jose Luis Da Rosa (Uruguay) | Rio de Janeiro Publik: 10 000 Domare: Jose Luis Da Rosa (Uruguay) |

### Grupp B
| Nr | Lag      | S | V | O | F | GM | IM | MS  | P |
| -- | -------- | - | - | - | - | -- | -- | --- | - |
| 1  | Portugal | 2 | 2 | 0 | 0 | 13 | 3  | +10 | 6 |
| 2  | Japan    | 2 | 1 | 0 | 1 | 3  | 6  | −3  | 3 |
| 3  | USA      | 2 | 0 | 0 | 2 | 5  | 12 | −7  | 0 |

|             | 8 maj 2005  | Portugal                     | 4 – 0   | Japan | Copacabana Beach                                               |                                                                |
| 12:45 UTC−3 | 12:45 UTC−3 | Alan 9′, 19′ Madjer 13′, 31′ | Rapport |       | Rio de Janeiro Publik: 1 000 Domare: Antonio Buaiz (Brasilien) | Rio de Janeiro Publik: 1 000 Domare: Antonio Buaiz (Brasilien) |
| 12:45 UTC−3 | 12:45 UTC−3 |                              |         |       | Rio de Janeiro Publik: 1 000 Domare: Antonio Buaiz (Brasilien) | Rio de Janeiro Publik: 1 000 Domare: Antonio Buaiz (Brasilien) |
| 12:45 UTC−3 | 12:45 UTC−3 |                              |         |       | Rio de Janeiro Publik: 1 000 Domare: Antonio Buaiz (Brasilien) | Rio de Janeiro Publik: 1 000 Domare: Antonio Buaiz (Brasilien) |

|             | 9 maj 2005  | USA                  | 2 – 3   | Japan                                                     | Copacabana Beach                                                  |                                                                   |
| 17:15 UTC−3 | 17:15 UTC−3 | Astorga 1′ Testa 19′ | Rapport | 14′ Naoyuki Kuroki 17′ Masahito Toma 29′ Tadaomi Nakamura | Rio de Janeiro Publik: 2 000 Domare: Carlos Manuel Robles (Chile) | Rio de Janeiro Publik: 2 000 Domare: Carlos Manuel Robles (Chile) |
| 17:15 UTC−3 | 17:15 UTC−3 |                      |         |                                                           | Rio de Janeiro Publik: 2 000 Domare: Carlos Manuel Robles (Chile) | Rio de Janeiro Publik: 2 000 Domare: Carlos Manuel Robles (Chile) |
| 17:15 UTC−3 | 17:15 UTC−3 |                      |         |                                                           | Rio de Janeiro Publik: 2 000 Domare: Carlos Manuel Robles (Chile) | Rio de Janeiro Publik: 2 000 Domare: Carlos Manuel Robles (Chile) |

|             | 10 maj 2005 | Portugal                                                                        | 9 – 3   | USA                                         | Copacabana Beach                                                  |                                                                   |
| 16:00 UTC−3 | 16:00 UTC−3 | Hernani 3′ Alan 6′, 18′ Madjer 10′, 22′, 29′ Jonas 10′ Belchior 20′ Marinho 30′ | Rapport | 24′ Braga 30′ Astorga 33′ Francis Farberoff | Rio de Janeiro Publik: 1 500 Domare: Carlos Manuel Robles (Chile) | Rio de Janeiro Publik: 1 500 Domare: Carlos Manuel Robles (Chile) |
| 16:00 UTC−3 | 16:00 UTC−3 |                                                                                 |         |                                             | Rio de Janeiro Publik: 1 500 Domare: Carlos Manuel Robles (Chile) | Rio de Janeiro Publik: 1 500 Domare: Carlos Manuel Robles (Chile) |
| 16:00 UTC−3 | 16:00 UTC−3 |                                                                                 |         |                                             | Rio de Janeiro Publik: 1 500 Domare: Carlos Manuel Robles (Chile) | Rio de Janeiro Publik: 1 500 Domare: Carlos Manuel Robles (Chile) |

### Grupp C
| Nr | Lag       | S | V | O | F | GM | IM | MS  | P |
| -- | --------- | - | - | - | - | -- | -- | --- | - |
| 1  | Uruguay   | 2 | 2 | 0 | 0 | 12 | 7  | +5  | 6 |
| 2  | Ukraina   | 2 | 1 | 0 | 1 | 12 | 6  | +6  | 3 |
| 3  | Sydafrika | 2 | 0 | 0 | 2 | 4  | 15 | −11 | 0 |

|             | 8 maj 2005  | Uruguay                                                        | 7 – 3   | Sydafrika                     | Copacabana Beach                                             |                                                              |
| 18:00 UTC−3 | 18:00 UTC−3 | Martin 1′, 28′ Chueco 1′ Parrillo 9′ Fabian 13′ Ricar 27′, 32′ | Rapport | 1′, 32′ Francisco 23′ Mthembu | Rio de Janeiro Publik: 2 000 Domare: Joao Almeida (Portugal) | Rio de Janeiro Publik: 2 000 Domare: Joao Almeida (Portugal) |
| 18:00 UTC−3 | 18:00 UTC−3 |                                                                |         |                               | Rio de Janeiro Publik: 2 000 Domare: Joao Almeida (Portugal) | Rio de Janeiro Publik: 2 000 Domare: Joao Almeida (Portugal) |
| 18:00 UTC−3 | 18:00 UTC−3 |                                                                |         |                               | Rio de Janeiro Publik: 2 000 Domare: Joao Almeida (Portugal) | Rio de Janeiro Publik: 2 000 Domare: Joao Almeida (Portugal) |

|             | 9 maj 2005  | Ukraina                                                                                   | 8 – 1   | Sydafrika | Copacabana Beach                                             |                                                              |
| 19:45 UTC−3 | 19:45 UTC−3 | Ulianytskyi 7′ Varenytsya 18′, 31′ Moroz 9′ Koryenyev 10′, 20′ Pylypenko 13′ Bozhenko 22′ | Rapport | 34′ Dicks | Rio de Janeiro Publik: 500 Domare: Antonio Buaiz (Brasilien) | Rio de Janeiro Publik: 500 Domare: Antonio Buaiz (Brasilien) |
| 19:45 UTC−3 | 19:45 UTC−3 |                                                                                           |         |           | Rio de Janeiro Publik: 500 Domare: Antonio Buaiz (Brasilien) | Rio de Janeiro Publik: 500 Domare: Antonio Buaiz (Brasilien) |
| 19:45 UTC−3 | 19:45 UTC−3 |                                                                                           |         |           | Rio de Janeiro Publik: 500 Domare: Antonio Buaiz (Brasilien) | Rio de Janeiro Publik: 500 Domare: Antonio Buaiz (Brasilien) |

|             | 10 maj 2005 | Uruguay                                  | 5 – 4   | Ukraina                                                | Copacabana Beach                                               |                                                                |
| 17:45 UTC−3 | 17:45 UTC−3 | Seba 8′, 29′ Ricar 13′ Parrillo 24′, 32′ | Rapport | 14′ Varentsya 22′ Bozhenko 26′ Pylypenko 28′ Koryenyev | Rio de Janeiro Publik: 2 000 Domare: Marcelo Bispo (Brasilien) | Rio de Janeiro Publik: 2 000 Domare: Marcelo Bispo (Brasilien) |
| 17:45 UTC−3 | 17:45 UTC−3 |                                          |         |                                                        | Rio de Janeiro Publik: 2 000 Domare: Marcelo Bispo (Brasilien) | Rio de Janeiro Publik: 2 000 Domare: Marcelo Bispo (Brasilien) |
| 17:45 UTC−3 | 17:45 UTC−3 |                                          |         |                                                        | Rio de Janeiro Publik: 2 000 Domare: Marcelo Bispo (Brasilien) | Rio de Janeiro Publik: 2 000 Domare: Marcelo Bispo (Brasilien) |

### Grupp D
| Nr | Lag        | S | V | O | F | GM | IM | MS  | P |
| -- | ---------- | - | - | - | - | -- | -- | --- | - |
| 1  | Frankrike  | 2 | 2 | 0 | 0 | 13 | 3  | +10 | 6 |
| 2  | Argentina  | 2 | 1 | 0 | 1 | 5  | 9  | −4  | 3 |
| 3  | Australien | 2 | 0 | 0 | 2 | 2  | 8  | −6  | 0 |

|             | 8 maj 2005  | Frankrike                                            | 5 – 1   | Australien      | Copacabana Beach                                                 |                                                                  |
| 10:15 UTC−3 | 10:15 UTC−3 | Cardoso 3′, 30′ Ottavy 11′ Sciortino 15′ Edouard 25′ | Rapport | 16′ Karavatakis | Rio de Janeiro Publik: 5 000 Domare: Jose Luis Da Rosa (Uruguay) | Rio de Janeiro Publik: 5 000 Domare: Jose Luis Da Rosa (Uruguay) |
| 10:15 UTC−3 | 10:15 UTC−3 |                                                      |         |                 | Rio de Janeiro Publik: 5 000 Domare: Jose Luis Da Rosa (Uruguay) | Rio de Janeiro Publik: 5 000 Domare: Jose Luis Da Rosa (Uruguay) |
| 10:15 UTC−3 | 10:15 UTC−3 |                                                      |         |                 | Rio de Janeiro Publik: 5 000 Domare: Jose Luis Da Rosa (Uruguay) | Rio de Janeiro Publik: 5 000 Domare: Jose Luis Da Rosa (Uruguay) |

|             | 9 maj 2005  | Argentina                  | 3 – 1   | Australien      | Copacabana Beach                                                 |                                                                  |
| 18:15 UTC−3 | 18:15 UTC−3 | Hilaire 7′, 28′ Acosta 14′ | Rapport | 25′ Buonavoglia | Rio de Janeiro Publik: 3 000 Domare: Alberto Moreira (Brasilien) | Rio de Janeiro Publik: 3 000 Domare: Alberto Moreira (Brasilien) |
| 18:15 UTC−3 | 18:15 UTC−3 |                            |         |                 | Rio de Janeiro Publik: 3 000 Domare: Alberto Moreira (Brasilien) | Rio de Janeiro Publik: 3 000 Domare: Alberto Moreira (Brasilien) |
| 18:15 UTC−3 | 18:15 UTC−3 |                            |         |                 | Rio de Janeiro Publik: 3 000 Domare: Alberto Moreira (Brasilien) | Rio de Janeiro Publik: 3 000 Domare: Alberto Moreira (Brasilien) |

|             | 10 maj 2005 | Frankrike                                                                     | 8 – 2   | Argentina                | Copacabana Beach                                             |                                                              |
| 18:30 UTC−3 | 18:30 UTC−3 | Mendy 5′ Sciortino 6′ Sansoni 11′ Ottavy 12′, 32′ Samoun 17′, 29′ Cardoso 24′ | Rapport | 24′ Petrasso 26′ Hilaire | Rio de Janeiro Publik: 7 000 Domare: Joao Almeida (Portugal) | Rio de Janeiro Publik: 7 000 Domare: Joao Almeida (Portugal) |
| 18:30 UTC−3 | 18:30 UTC−3 |                                                                               |         |                          | Rio de Janeiro Publik: 7 000 Domare: Joao Almeida (Portugal) | Rio de Janeiro Publik: 7 000 Domare: Joao Almeida (Portugal) |
| 18:30 UTC−3 | 18:30 UTC−3 |                                                                               |         |                          | Rio de Janeiro Publik: 7 000 Domare: Joao Almeida (Portugal) | Rio de Janeiro Publik: 7 000 Domare: Joao Almeida (Portugal) |

## Slutspel

### Slutspelsträd
|  | Kvartsfinaler | Kvartsfinaler   |                  |       | Semifinaler | Semifinaler |  |  | Final | Final |
|  |               |                 |                  |       |             |             |  |  |       |       |
|  |               |                 |                  |       |             |             |  |  |       |       |
|  |               |                 |                  |       |             |             |  |  |       |       |
|  | Frankrike     | 7               |                  |       |             |             |  |  |       |       |
|  | Frankrike     | 7               |                  |       |             |             |  |  |       |       |
|  | Spanien       | 4               |                  |       |             |             |  |  |       |       |
|  | Spanien       | 4               | Frankrike        | 4     |             |             |  |  |       |       |
|  |               |                 | Frankrike        | 4     |             |             |  |  |       |       |
|  |               | Japan           | 1                |       |             |             |  |  |       |       |
|  | Uruguay       | Japan           | 1                | 3     |             |             |  |  |       |       |
|  | Uruguay       |                 |                  | 3     |             |             |  |  |       |       |
|  | Japan         | 4               |                  |       |             |             |  |  |       |       |
|  | Japan         | 4               | Frankrike (str.) | 3 (1) |             |             |  |  |       |       |
|  |               |                 | Frankrike (str.) | 3 (1) |             |             |  |  |       |       |
|  |               | Portugal        | 3 (0)            |       |             |             |  |  |       |       |
|  | Portugal      | Portugal        | 3 (0)            | 5     |             |             |  |  |       |       |
|  | Portugal      |                 |                  | 5     |             |             |  |  |       |       |
|  | Ukraina       | 3               |                  |       |             |             |  |  |       |       |
|  | Ukraina       | 3               | Brasilien        | 6 (1) |             |             |  |  |       |       |
|  |               |                 | Brasilien        | 6 (1) |             |             |  |  |       |       |
|  |               | Portugal (str.) | 6 (2)            |       | Bronsmatch  | Bronsmatch  |  |  |       |       |
|  | Brasilien     | Portugal (str.) | 6 (2)            | 9     | Bronsmatch  | Bronsmatch  |  |  |       |       |
|  | Brasilien     |                 |                  | 9     |             |             |  |  |       |       |
|  | Argentina     | 3               |                  |       |             |             |  |  |       |       |
|  | Argentina     | 3               | Japan            | 2     |             |             |  |  |       |       |
|  |               |                 |                  |       |             |             |  |  |       |       |
|  | Brasilien     | 11              |                  |       |             |             |  |  |       |       |
|  | Brasilien     | 11              |                  |       |             |             |  |  |       |       |

### Kvartsfinaler
|             | 12 maj 2005 | Frankrike                                                                     | 7 – 4   | Spanien                      | Copacabana Beach                                                 |                                                                  |
| 16:00 UTC−3 | 16:00 UTC−3 | Valeiro 5′ (sjm.) Mendy 7′, 13′ Cardoso 19′, 36′ Edouard 22′ Eric Cantona 28′ | Rapport | 12′, 34′ David 24′, 36′ Nico | Rio de Janeiro Publik: 5 000 Domare: Jose Luis Da Rosa (Uruguay) | Rio de Janeiro Publik: 5 000 Domare: Jose Luis Da Rosa (Uruguay) |
| 16:00 UTC−3 | 16:00 UTC−3 |                                                                               |         |                              | Rio de Janeiro Publik: 5 000 Domare: Jose Luis Da Rosa (Uruguay) | Rio de Janeiro Publik: 5 000 Domare: Jose Luis Da Rosa (Uruguay) |
| 16:00 UTC−3 | 16:00 UTC−3 |                                                                               |         |                              | Rio de Janeiro Publik: 5 000 Domare: Jose Luis Da Rosa (Uruguay) | Rio de Janeiro Publik: 5 000 Domare: Jose Luis Da Rosa (Uruguay) |

|             | 12 maj 2005 | Portugal                                    | 5 – 3   | Ukraina                             | Copacabana Beach                                               |                                                                |
| 17:15 UTC−3 | 17:15 UTC−3 | Jonas 12′ Belchior 14′, 29′ Madjer 15′, 25′ | Rapport | 8′ Bozhenko 25′ Pylypenko 36′ Moroz | Rio de Janeiro Publik: 3 000 Domare: Antonio Buaiz (Brasilien) | Rio de Janeiro Publik: 3 000 Domare: Antonio Buaiz (Brasilien) |
| 17:15 UTC−3 | 17:15 UTC−3 |                                             |         |                                     | Rio de Janeiro Publik: 3 000 Domare: Antonio Buaiz (Brasilien) | Rio de Janeiro Publik: 3 000 Domare: Antonio Buaiz (Brasilien) |
| 17:15 UTC−3 | 17:15 UTC−3 |                                             |         |                                     | Rio de Janeiro Publik: 3 000 Domare: Antonio Buaiz (Brasilien) | Rio de Janeiro Publik: 3 000 Domare: Antonio Buaiz (Brasilien) |

|             | 12 maj 2005 | Uruguay                    | 3 – 4   | Japan                                                             | Copacabana Beach                                                 |                                                                  |
| 18:30 UTC−3 | 18:30 UTC−3 | Ricar 1′, 24′ Parrillo 17′ | Rapport | 18′, 23′ Takeshi Kawaharazuka 18′ Shinji Makino 20′ Masahito Toma | Rio de Janeiro Publik: 10 000 Domare: Christian Hauben (Belgien) | Rio de Janeiro Publik: 10 000 Domare: Christian Hauben (Belgien) |
| 18:30 UTC−3 | 18:30 UTC−3 |                            |         |                                                                   | Rio de Janeiro Publik: 10 000 Domare: Christian Hauben (Belgien) | Rio de Janeiro Publik: 10 000 Domare: Christian Hauben (Belgien) |
| 18:30 UTC−3 | 18:30 UTC−3 |                            |         |                                                                   | Rio de Janeiro Publik: 10 000 Domare: Christian Hauben (Belgien) | Rio de Janeiro Publik: 10 000 Domare: Christian Hauben (Belgien) |

|             | 12 maj 2005 | Brasilien                                                                       | 9 – 3   | Argentina                               | Copacabana Beach                                                     |                                                                      |
| 19:45 UTC−3 | 19:45 UTC−3 | Romário 1′, 30′, 33′ Jorginho 2′ Nenem 7′, 22′ Juninho 8′ Benjamin 15′ Buru 35′ | Rapport | 7′ S. Hilaire 32′ E. Hilaire 34′ Acosta | Rio de Janeiro Publik: 10 000 Domare: Lakhdar Benchabane (Frankrike) | Rio de Janeiro Publik: 10 000 Domare: Lakhdar Benchabane (Frankrike) |
| 19:45 UTC−3 | 19:45 UTC−3 |                                                                                 |         |                                         | Rio de Janeiro Publik: 10 000 Domare: Lakhdar Benchabane (Frankrike) | Rio de Janeiro Publik: 10 000 Domare: Lakhdar Benchabane (Frankrike) |
| 19:45 UTC−3 | 19:45 UTC−3 |                                                                                 |         |                                         | Rio de Janeiro Publik: 10 000 Domare: Lakhdar Benchabane (Frankrike) | Rio de Janeiro Publik: 10 000 Domare: Lakhdar Benchabane (Frankrike) |

### Semifinaler
|             | 14 maj 2005 | Brasilien                                   | 0000 6 – 6 (e.fl.)         | Portugal                                   | Copacabana Beach                                                   |                                                                    |
| 11:00 UTC−3 | 11:00 UTC−3 | Benjamin 1′, 16′ Bruno 5′, 6′, 8′ Nenem 22′ | Rapport                    | 1′ Alan 2′, 8′, 22′, 27′ Madjer 4′ Marinho | Rio de Janeiro Publik: 10 000 Domare: Carlos Manuel Robles (Chile) | Rio de Janeiro Publik: 10 000 Domare: Carlos Manuel Robles (Chile) |
| 11:00 UTC−3 | 11:00 UTC−3 |                                             |                            |                                            | Rio de Janeiro Publik: 10 000 Domare: Carlos Manuel Robles (Chile) | Rio de Janeiro Publik: 10 000 Domare: Carlos Manuel Robles (Chile) |
| 11:00 UTC−3 | 11:00 UTC−3 | Bruno Jorginho                              | Straffsparksläggning 1 – 2 | Alan Madjer                                | Rio de Janeiro Publik: 10 000 Domare: Carlos Manuel Robles (Chile) | Rio de Janeiro Publik: 10 000 Domare: Carlos Manuel Robles (Chile) |

|             | 14 maj 2005 | Frankrike                               | 4 – 1   | Japan            | Copacabana Beach                                                  |                                                                   |
| 21:30 UTC−3 | 21:30 UTC−3 | Mendy 4′, 18′ Sciortino 32′ Cardoso 34′ | Rapport | 35′ Kawaharazuka | Rio de Janeiro Publik: 10 000 Domare: Jose Luis Da Rosa (Uruguay) | Rio de Janeiro Publik: 10 000 Domare: Jose Luis Da Rosa (Uruguay) |
| 21:30 UTC−3 | 21:30 UTC−3 |                                         |         |                  | Rio de Janeiro Publik: 10 000 Domare: Jose Luis Da Rosa (Uruguay) | Rio de Janeiro Publik: 10 000 Domare: Jose Luis Da Rosa (Uruguay) |
| 21:30 UTC−3 | 21:30 UTC−3 |                                         |         |                  | Rio de Janeiro Publik: 10 000 Domare: Jose Luis Da Rosa (Uruguay) | Rio de Janeiro Publik: 10 000 Domare: Jose Luis Da Rosa (Uruguay) |

### Bronsmatch
|             | 15 maj 2005 | Japan                           | 02 – 11 | Brasilien                                                                                               | Copacabana Beach                                                            |                                                                             |
| 21:30 UTC−3 | 21:30 UTC−3 | Kawaharazuka 3′ Wakabayashi 16′ | Rapport | 7′ Junior Negão 8′, 19′ Buru 10′ Juninho 13′, 21′ Nenem 17′ Benjamin 24′, 25′, 27′ Romário 33′ Jorginho | Rio de Janeiro Publik: 10 000 Domare: Joao Martins Pinto Correia (Portugal) | Rio de Janeiro Publik: 10 000 Domare: Joao Martins Pinto Correia (Portugal) |
| 21:30 UTC−3 | 21:30 UTC−3 |                                 |         | | Rio de Janeiro Publik: 10 000 Domare: Joao Martins Pinto Correia (Portugal) | Rio de Janeiro Publik: 10 000 Domare: Joao Martins Pinto Correia (Portugal) |
| 21:30 UTC−3 | 21:30 UTC−3 |                                 |         | | Rio de Janeiro Publik: 10 000 Domare: Joao Martins Pinto Correia (Portugal) | Rio de Janeiro Publik: 10 000 Domare: Joao Martins Pinto Correia (Portugal) |

### Final
|             | 15 maj 2005 | Frankrike          | 0000 3 – 3 (e.fl.)         | Portugal                     | Copacabana Beach                                                   |                                                                    |
| 11:00 UTC−3 | 11:00 UTC−3 | Mendy 3′, 17′, 29′ | Rapport                    | 24′ Madjer 34′, 35′ Belchior | Rio de Janeiro Publik: 10 000 Domare: Carlos Manuel Robles (Chile) | Rio de Janeiro Publik: 10 000 Domare: Carlos Manuel Robles (Chile) |
| 11:00 UTC−3 | 11:00 UTC−3 |                    |                            |                              | Rio de Janeiro Publik: 10 000 Domare: Carlos Manuel Robles (Chile) | Rio de Janeiro Publik: 10 000 Domare: Carlos Manuel Robles (Chile) |
| 11:00 UTC−3 | 11:00 UTC−3 | Ottavy             | Straffsparksläggning 1 – 0 | Alan                         | Rio de Janeiro Publik: 10 000 Domare: Carlos Manuel Robles (Chile) | Rio de Janeiro Publik: 10 000 Domare: Carlos Manuel Robles (Chile) |